# Sidney Jelinek
Sidney Carter "Sid" Jelinek (ur. 18 marca 1899 w Wilmington, zm. 9 marca 1979 w Filadelfii) – amerykański wioślarz pochodzenia żydowskiego, brązowy medalista olimpijski.
Wystąpił na igrzyskach olimpijskich w Paryżu w 1924, gdzie reprezentanci Stanów Zjednoczonych w składzie: Robert Gerhardt, Sidney Jelinek, Edward Mitchell, Henry Welsford i John Kennedy (sternik) zdobyli brązowy medal w czwórkach ze sternikiem. W finale wyprzedzili ich Szwajcarzy i Francuzi. Był to jego jedyny start olimpijski.
Z zawodu był architektem.